# Bendis fufius
Bendis fufius là một loài bướm đêm trong họ Noctuidae.